# قرار مجلس الأمن التابع للأمم المتحدة رقم 188
قرار مجلس الأمن التابع للأمم المتحدة رقم 188، المعتمد في 9 أبريل 1964، بعد شكوى مقدمة من الجمهورية العربية اليمنية حول هجوم جوي بريطاني على أراضيها في 28 مارس، استنكر المجلس الهجمات على حريب فضلا عن أكثر من 40 هجمة أخرى وقعت في المنطقة. اشتكت المملكة المتحدة أيضا من أن اليمن قد انتهك المجال الجوي لاتحاد الجنوب العربي.
وطلب المجلس من الجمهورية العربية اليمنية والمملكة المتحدة ممارسة الحد الأقصى من ضبط النفس من أجل تجنب الصراعات في المستقبل وطلب من الأمين العام استخدام مساعيه الحميدة في محاولة لتسوية المسألة مع الطرفين.
واعتمد القرار بتسعة أصوات، مع امتناع المملكة المتحدة والولايات المتحدة عن التصويت.

## وصلات خارجية
- نص القرار في UN.org (PDF)